# STMicroelectronics
STMicroelectronics NV, conosciuta anche come STM o semplicemente ST, è un'azienda italo-francese produttrice di componenti elettronici a semiconduttore.
Fu creata nel 1987 dalla fusione delle attività nel campo dei semiconduttori di SGS Microelettronica, (all'epoca detenuta dalla Società Finanziaria Telefonica) fondata da Olivetti e Telettra, e delle attività non militari di Thomson Semiconducteurs (all'epoca detenuta dalla Thomson SA). La società era chiamata inizialmente SGS-Thomson Microelectronics NV fino al maggio 1998, quando, a seguito dell'uscita dal capitale della stessa Thomson SA, è stata rinominata STMicroelectronics NV.
È quotata all'Euronext Paris (CAC Next 20 e Euronext 100) e al NYSE dal dicembre 1994 e alla Borsa Italiana (FTSE MIB) dal 1998.
È membro dell'Istituto europeo per le norme di telecomunicazione (ETSI).

## Storia

### Origini
La SGS-Thomson Microelectronics è nata nel giugno 1987 dalla fusione dell'italiana SGS Microelettronica e della francese Thomson Semiconducteurs (quest'ultima, divisione della Thomson SA, facente parte dell'azienda Technicolor); nel maggio 1998 è stata rinominata STMicroelectronics, a seguito del ritiro dal capitale della stessa Thomson SA.
La SGS Microelettronica, all'epoca diretta da Pasquale Pistorio, era nata il 29 dicembre 1972 come SGS-Ates Componenti elettronici S.p.A., a sua volta risultato di una fusione tra Società Generale Semiconduttori (nata nel 1957) e ATES (nata nel 1959).
Il 23 aprile 1985 SGS-Ates viene rinominata SGS Microelettronica.
La Thomson Semiconducteurs, all'epoca diretta da Jacques Noels, era nata nel 1983 (a seguito della nazionalizzazione di Thomson SA avvenuta l'anno precedente) dalla fusione tra:
- divisione semiconduttori della Thomson-CSF;
- SESCOSEM, fondata nel 1969 dalla Thomson-CSF (fusione di SESCO, filiale di CSF, e COSEM, filiale di Thomson) a Saint-Égrève e ad Aix-en-Provence;
- EFCIS (Étude et fabrication de circuits intégrés spéciaux), fondata nel 1972 dal LETI (divisione del CEA) a Grenoble, che tra il 1976 e il 1980 passa interamente sotto il controllo di Thomson-CSF;[4]
- Eurotechnique, fondata nel 1977 (Sagem Telecom);
- Mostek, azienda statunitense creata nel 1969 da alcuni fondatori di Texas Instruments e acquisita nel 1985.

### Cronologia
Durante l'attività come SGS-Thomson Microelectronics e poi come STMicroelectronics, l'azienda ha visto diverse acquisizioni e lo sviluppo e la produzione di diverse tecnologie e componenti elettronici nei settori dell'elettrotecnica, dell'informatica e dell'elettronica.
Nel 1989 SGS-Thomson acquista dalla Thorn EMI la società britannica Inmos, creata nel 1978 e fabricante dei microprocessori Transputer destinati alla fabbricazione di processori massivamente paralleli. Inmos è integrata totalmente in ST nel 1994.
Nel 1991 SGS-Thomson e Philips Semiconductors siglano un accordo di partenariato tecnologico che permette a Philips di beneficiare nel 1993 della nuova camera bianca dell'unità di ricerca e sviluppo di SGS-Thomson a Crolles su un progetto chiamato Grenoble 92.
Nel 1994 SGS-Thomson acquista alcune attività nel campo dei semiconduttori della società canadese Nortel e la fabbrica di Rancho Bernardo. Nel 2000 STMicroelectronics acquista le attività nel campo dei semiconduttori della fabbrica di Ottawa, sempre di Nortel.
Nel 1994 ST e SHIC (sussidiaria del SEG) creano la joint venture Shenzhen STS Microelectronics (60/40), con sede a Shenzhen.
L'8 dicembre 1994 la società completa la sua offerta pubblica iniziale sulle borse di Parigi e di New York. Il proprietario Thomson SA vende le sue azioni nella società nel 1998 quando la società è quotata alla borsa di Milano.
Nel 1998 acquisto della britannica VLSI Vision, uno dei primi produttori di sensori di immagini CMOS.
Nel 2002 Motorola Semiconductors e TSMC si associano al partenariato tecnologico ST-Philips per creare l'Alliance Crolles 2 con la costruzione di una nuova unità di produzione di wafer da 300 mm (12 in) in una camera bianca da 10 000 m² (1,0 ha).
Nel 2002 acquisizione della divisione microelettronica di Alcatel, che, unita all'acquisizione di altre piccole società come l'inglese Synad, aiutano ST a espandersi nel mercato Wireless-LAN.
Il 25 marzo 2003 ST annuncia l'acquisto dell'azienda belga Proton World International (PWI) sviluppatrice di software per smart card, di proprietà di ERG Group.
Nel 2005 STMicroelectronics era la quinta azienda mondiale di semiconduttori, dietro Intel, Samsung, Texas Instruments e Toshiba, e davanti ad Infineon, Renesas, NEC, NXP e Freescale. La società era anche il più grande produttore in Europa, davanti a Infineon e NXP.
Nell'aprile 2005 ST e Hynix Semiconductors lanciano la joint venture Hynix-ST Semiconductor Ltd (33/76), basata a Wuxi (Cina); l'accordo era stato siglato il 16 novembre 2004; nel 2007 Hynix investe ulteriormente nella JV e la partecipazione di ST scende al 17%; nel frattempo ST aveva trasferito la propria partecipazione nella JV a Numonyx.
All'inizio del 2007 NXP Semiconductors (ex Philips Semiconductors) e Freescale Semiconductor (ex Motorola Semiconductors) decidono di lasciare l'Alliance Crolles 2; l'alleanza termina il 31 dicembre 2007.
Il 22 maggio 2007 ST e Intel lanciano una joint venture, insieme a Francisco Partners, chiamata Numonyx. Questa nuova società è la fusione delle attività legate alle memorie flash di ST e Intel. La società è ufficialmente creata il 31 marzo 2008 e il 9 febbraio 2010 è venduta, per 1,27 miliardi di dollari, a Micron Technology.
Il 24 luglio 2007 ST integra l'Alliance ISDA con IBM, Renesas, GlobalFoundries, Samsung, Toshiba, sul sito IBM di East Fishkill nello Stato di New York, per sviluppare le tecnologie dei chip da 32 nm e 22 nm.
Nel dicembre 2007 ST ha avviato l'acquisizione della società statunitense Genesis Microchip (questa nel 2002 aveva acquisito Sage Inc e quest'ultima nel 2000 aveva acquisito Faroudja Inc), una società specializzata nella produzione di componenti per televisori LCD, conosciuta per la sua tecnologia di elaborazione video (Faroudja) e che dispone di centri di progettazione situati a Santa Clara, Toronto, Taipei e Bangalore. L'operazione si è conclusa nel gennaio del 2008.
Il 10 aprile 2008 ST e NXP Semiconductors annunciano la loro intenzione di creare una joint-venture nelle tecnologie mobili. ST deterrà l'80% della nuova società e NXP il 20%. In cambio, NXT riceverà 1,55 miliardi di dollari. Il 1º agosto 2008 ST-NXP Wireless è creata. Scomparirà il 10 febbraio 2009 con la creazione di ST-Ericsson.
Il 10 febbraio 2009 ST e Ericsson creano una nuova joint venture, diretta da Alain Dutheil, chiamata ST-Ericsson. Essa comprende le attività della joint venture ST-NXP Wireless e le attività di Ericsson Mobile Platform. Questa nuova impresa non ha alcuna unità di produzione (fabless). In questa occasione, ST rileva il 20% delle azioni che NXP deteneva ancora in ST-NXP Wireless. 
ST-Ericsson fu una multinazionale produttrice di prodotti e semiconduttori wireless, per fornire i produttori di dispositivi mobili. ST-Ericsson era un joint venture 50/50 creata il 3 febbraio 2009 e sciolta il 2 agosto 2013. Essa aveva il quartier generale a Ginevra ed era una società fabless che esternalizzava la produzione di semiconduttori a fonderie.
Il 27 luglio 2011 STMicroelectronics ha annunciato la creazione di un laboratorio congiunto con la Scuola superiore di studi universitari e di perfezionamento Sant'Anna per lo sviluppo di robot e sistemi intelligenti avanzati capaci di migliorare sensibilmente la vita quotidiana. Il laboratorio si concentrerà sulla ricerca e l'innovazione in biorobotica, sistemi intelligenti e microelettronica. Le collaborazioni passate con la Scuola Superiore Sant'Anna hanno incluso DustBot, una piattaforma che integrava i robot di servizio auto-naviganti per la raccolta dei rifiuti.
Nel luglio 2014 Sharp e STMicroelectronics annunciano di volersi disimpegnare, per 1 euro simbolico, della loro partecipazione del 33,3% ciascuno nella joint venture 3Sun a favore del loro partner Enel Green Power.
Nel febbraio 2019 firma un accordo per acquisire la quota di maggioranza della svedese Norstel AB, azienda produttrice di fette in carburo di silicio (SiC). Dopo la chiusura della transazione, ST controlla l’intera supply chain per una parte dei suoi dispositivi SiC.
Nell'ottobre 2022 ha annunciato la sua decisione di investire 730 milioni di euro in cinque anni per la realizzazione di un impianto integrato per la produzione di substrati in carburo di silicio (SiC) nel sito di Catania (Italia), accanto allo stabilimento esistente che produce dispositivi in SiC. Il nuovo impianto integrerà tutti i passaggi del flusso produttivo per supportare la domanda crescente di dispositivi SiC per applicazioni automotive e industriali da parte dei clienti ST.

## Prodotti
STMicroelectronics è uno dei più grandi produttori mondiali di componenti elettronici, usati soprattutto nell'elettronica di consumo, nell'automotive, nelle periferiche per computer, nella telefonia cellulare e nel settore cosiddetto "industriale".
Fino al 1997 ha prodotto anche delle CPU: TS68000 (usato su Lisa, Macintosh, Amiga, Atari ST, Mega Drive e Neo Geo), ST486 DX/DX2/DX4, ST586 e ST686, ha prodotto componenti per il transponder (da tenere sul cruscotto dell'auto) del Telepass, così come i sensori di movimento presenti nei dispositivi portatili di alta gamma.

### Settori operativi
- Automotive and Discrete Group (ADG), si occupa di tutti i circuiti integrati dedicati per il settore automotive (sia digitali che analogici), e i prodotti separati e i transistor di potenza .
- Analog and MEMS Group (AMG), comprende i circuiti integrati analogici a bassa potenza high-end (sia personalizzati che generali) per tutti i mercati, i prodotti smart power per i mercati Industriali, computer e consumer, nonché controller touch screen, soluzioni di connettività a bassa potenza (sia con cavo che wireless) per IoT, prodotti per la conversione di potenza, soluzioni di misura per smart grid e tutti i prodotti MEMS, sia sensori che attuatori.
- Microcontrollers and Digital ICs Group (MDG), include microcontrollers di uso generale e di sicurezza, memorie EEPROM, e ASICs digitali così come pure le attività ristrutturate come i circuiti integrati per set-top box o prodotti della ex ST-Ericsson.

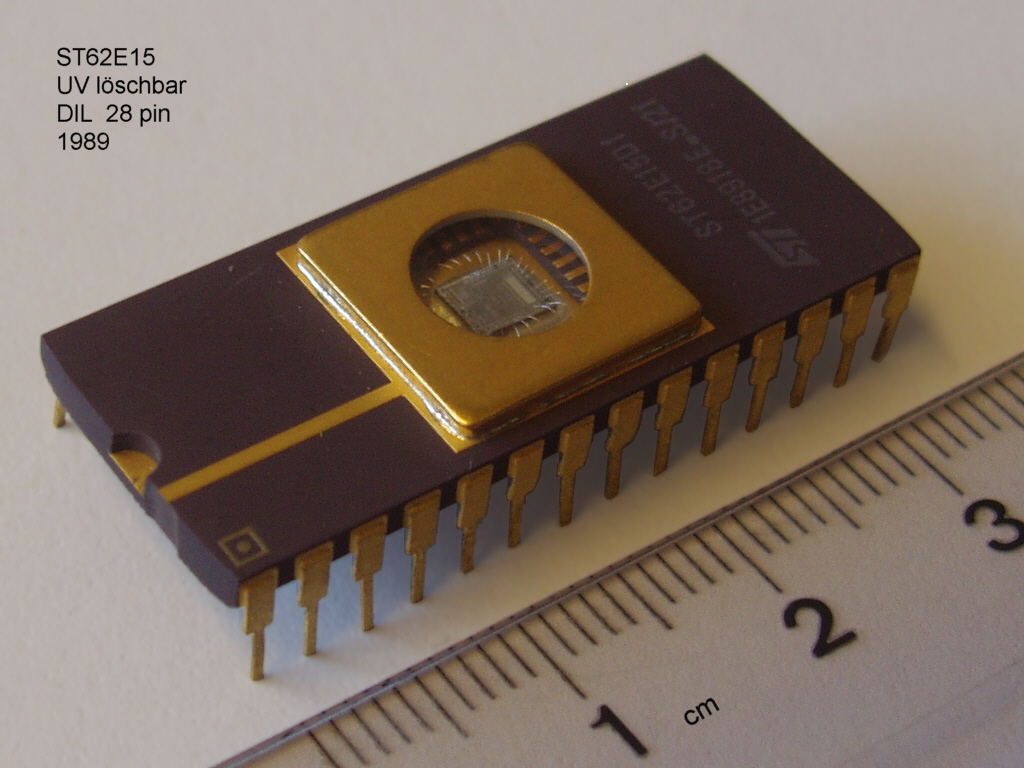
Microcontrollore ST62E15
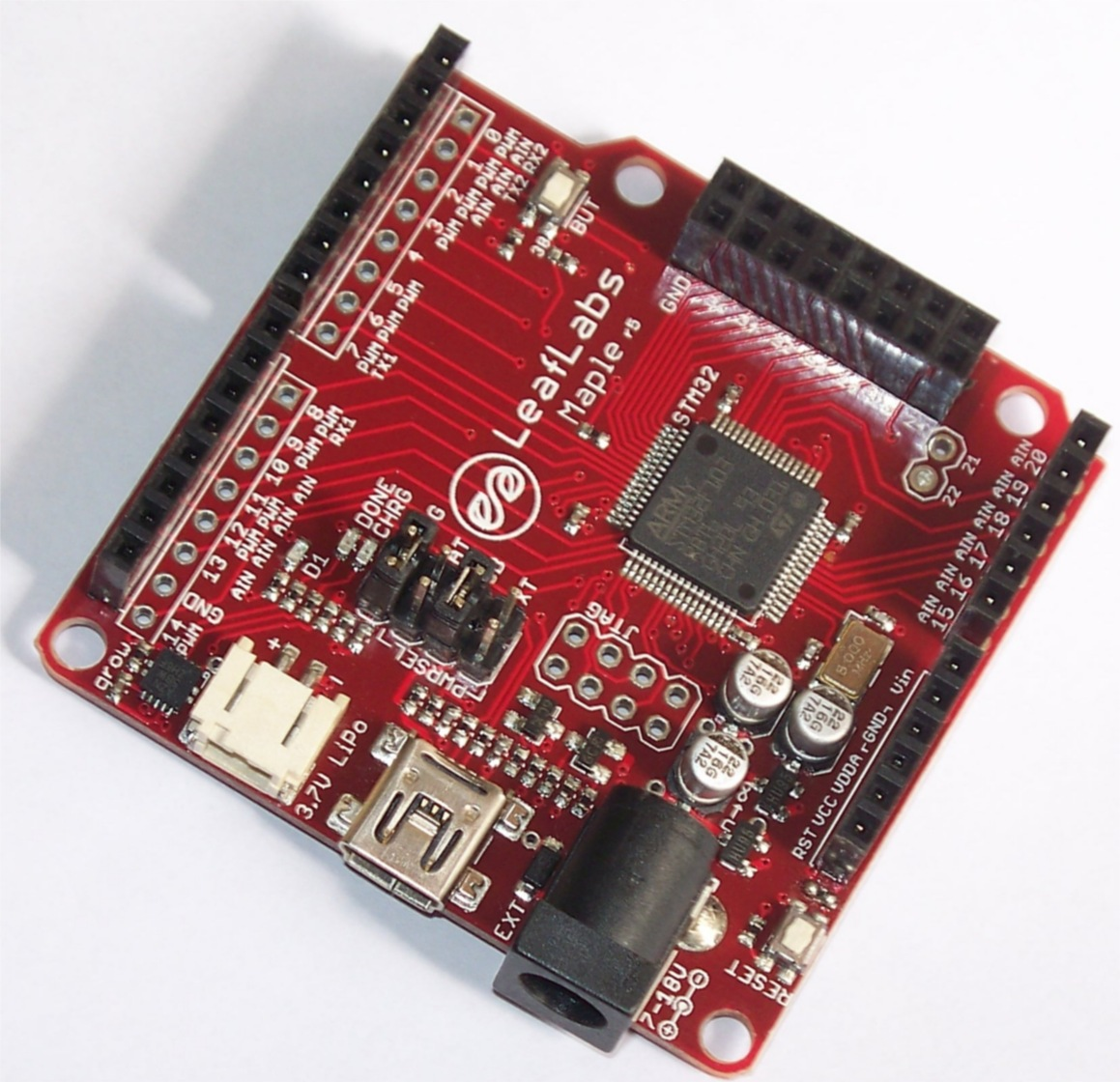
Microcontrollore STM32F103RBT6, montato su una piattaforma hardware
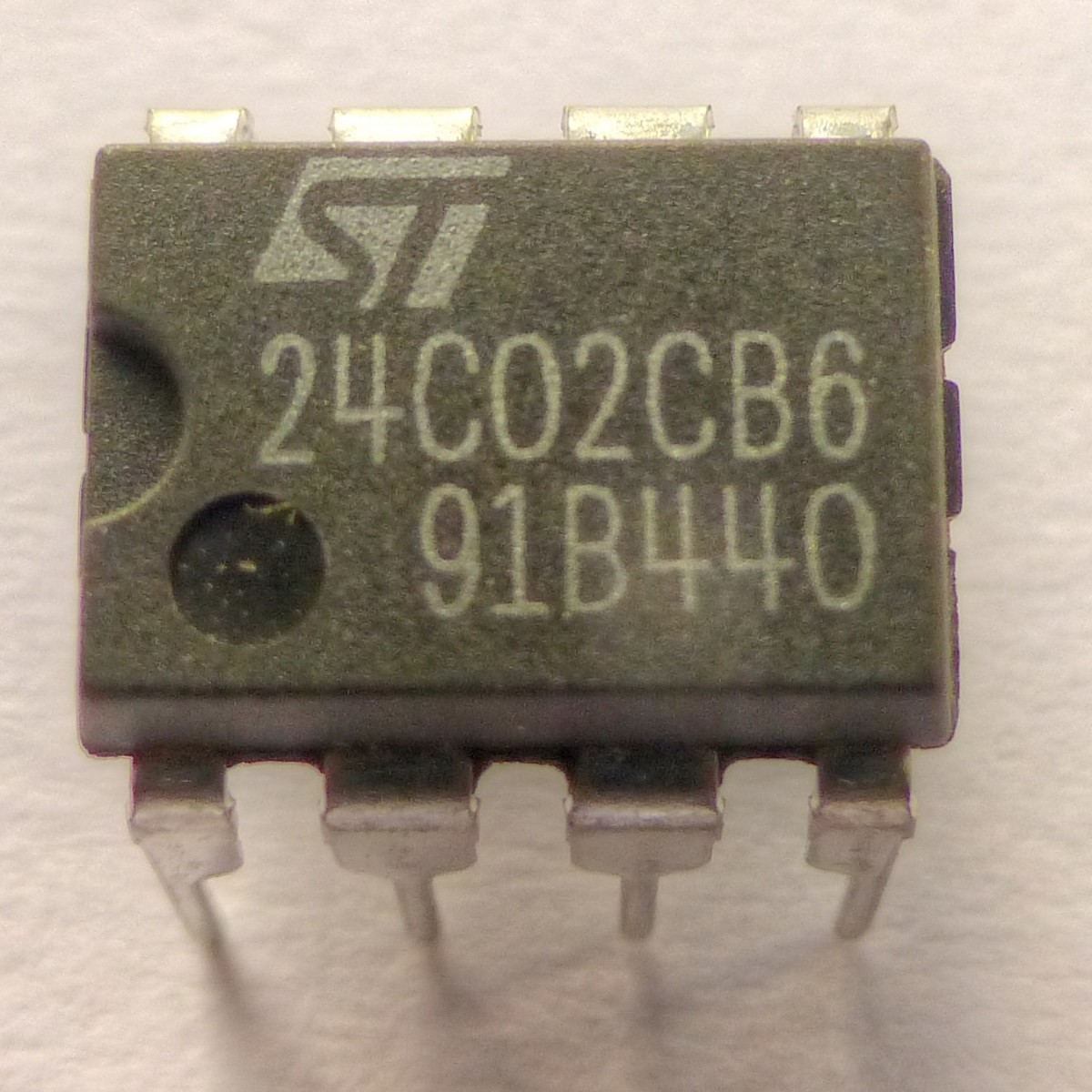
EEPROM ST M24C02
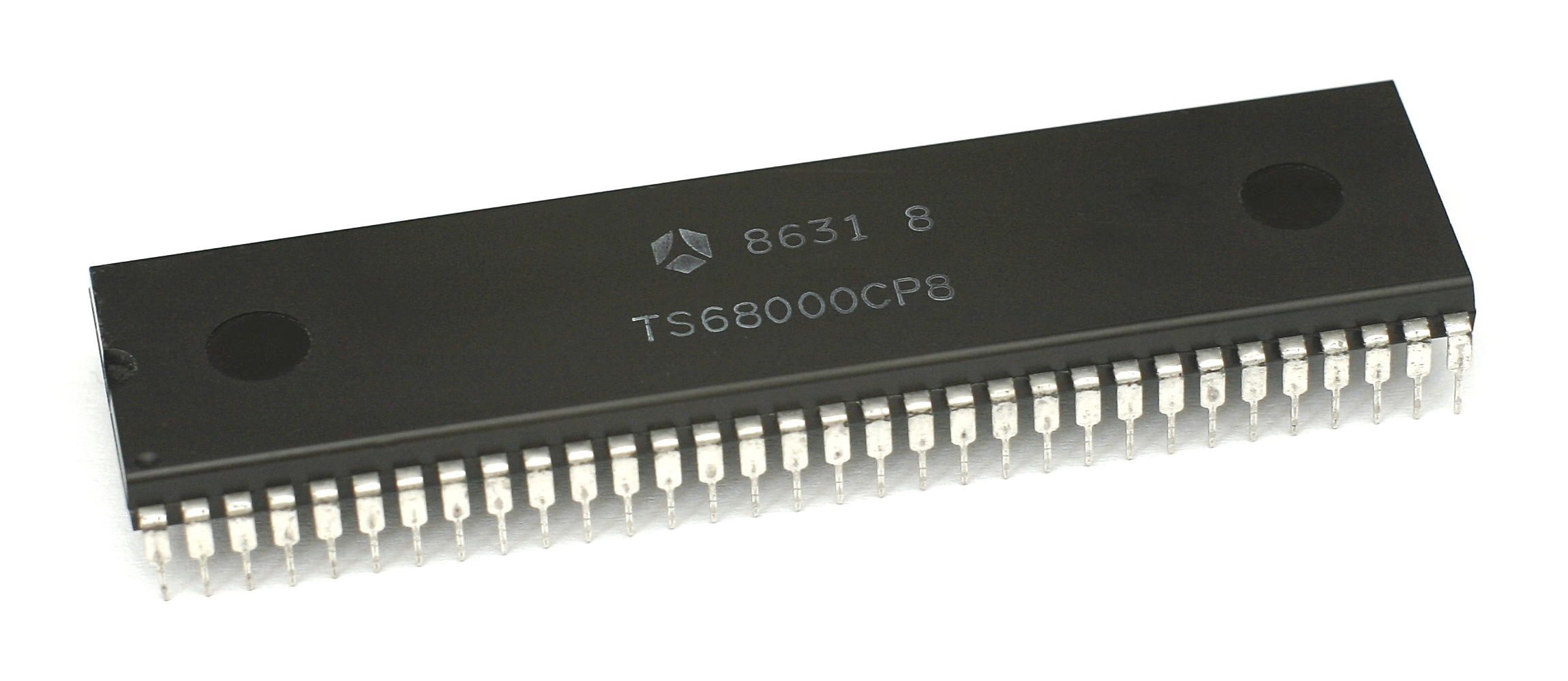
Microprocessore TS68000
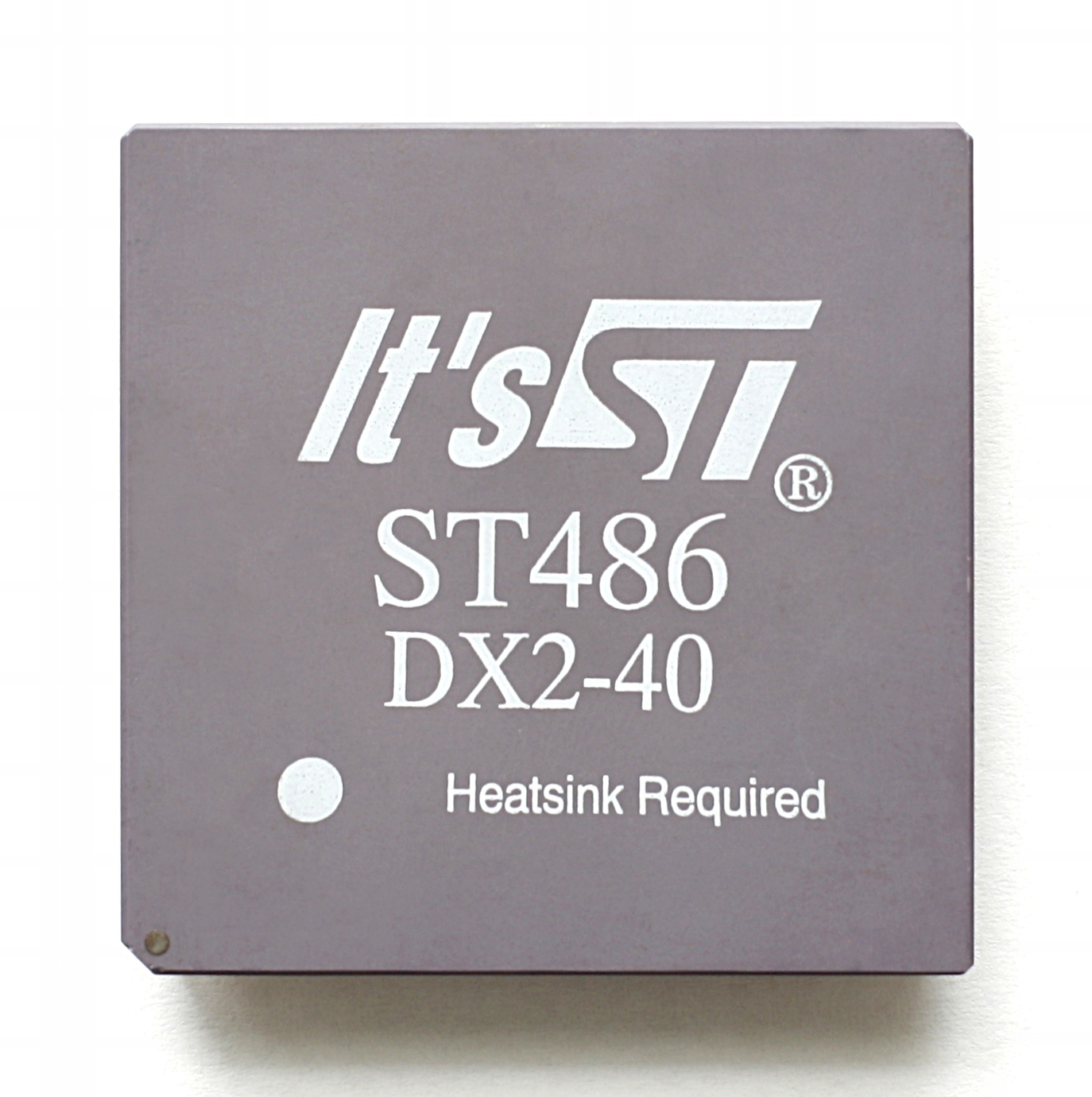
Microprocessore ST486 DX2-40
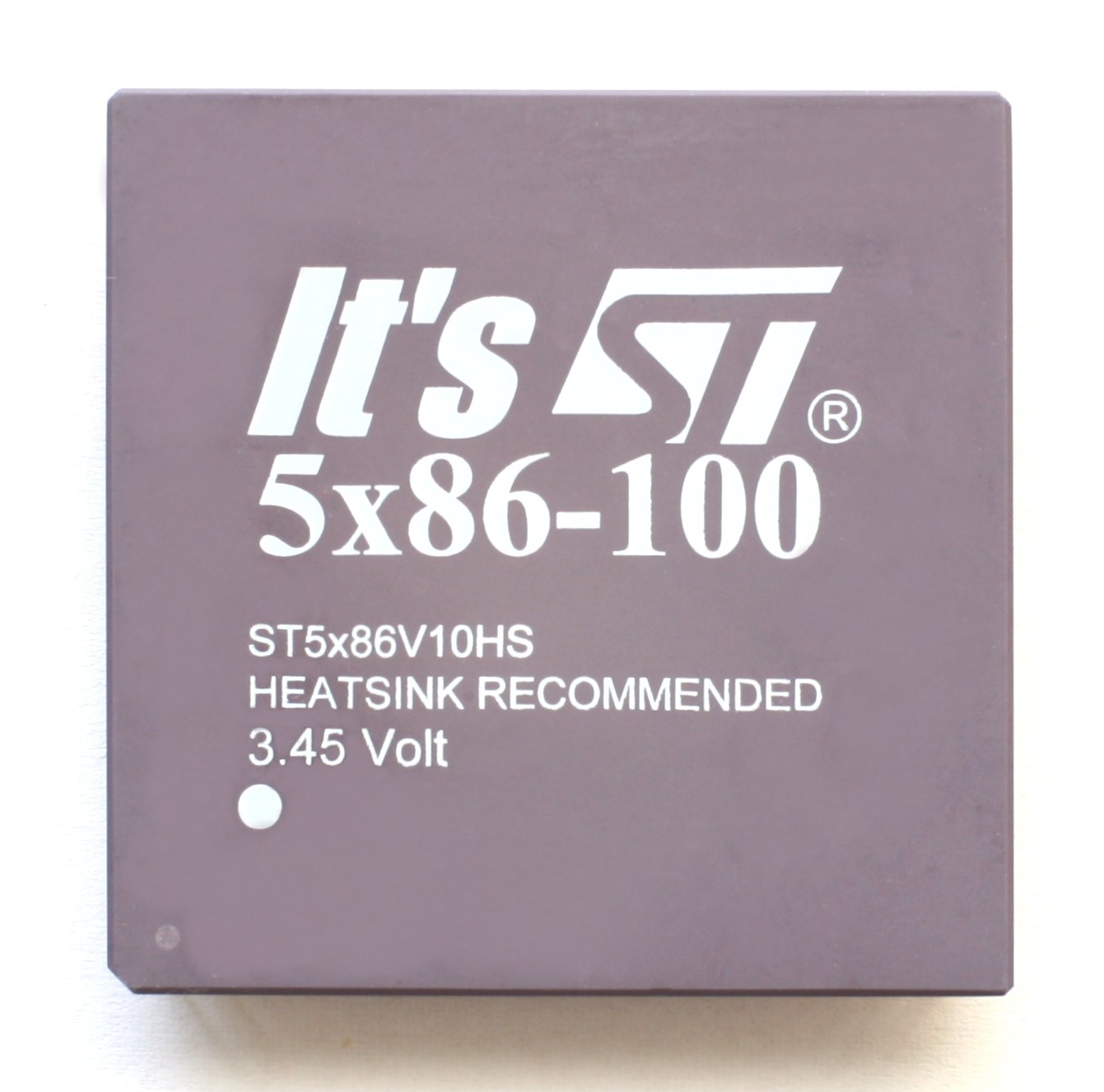
Microprocessore ST586-100
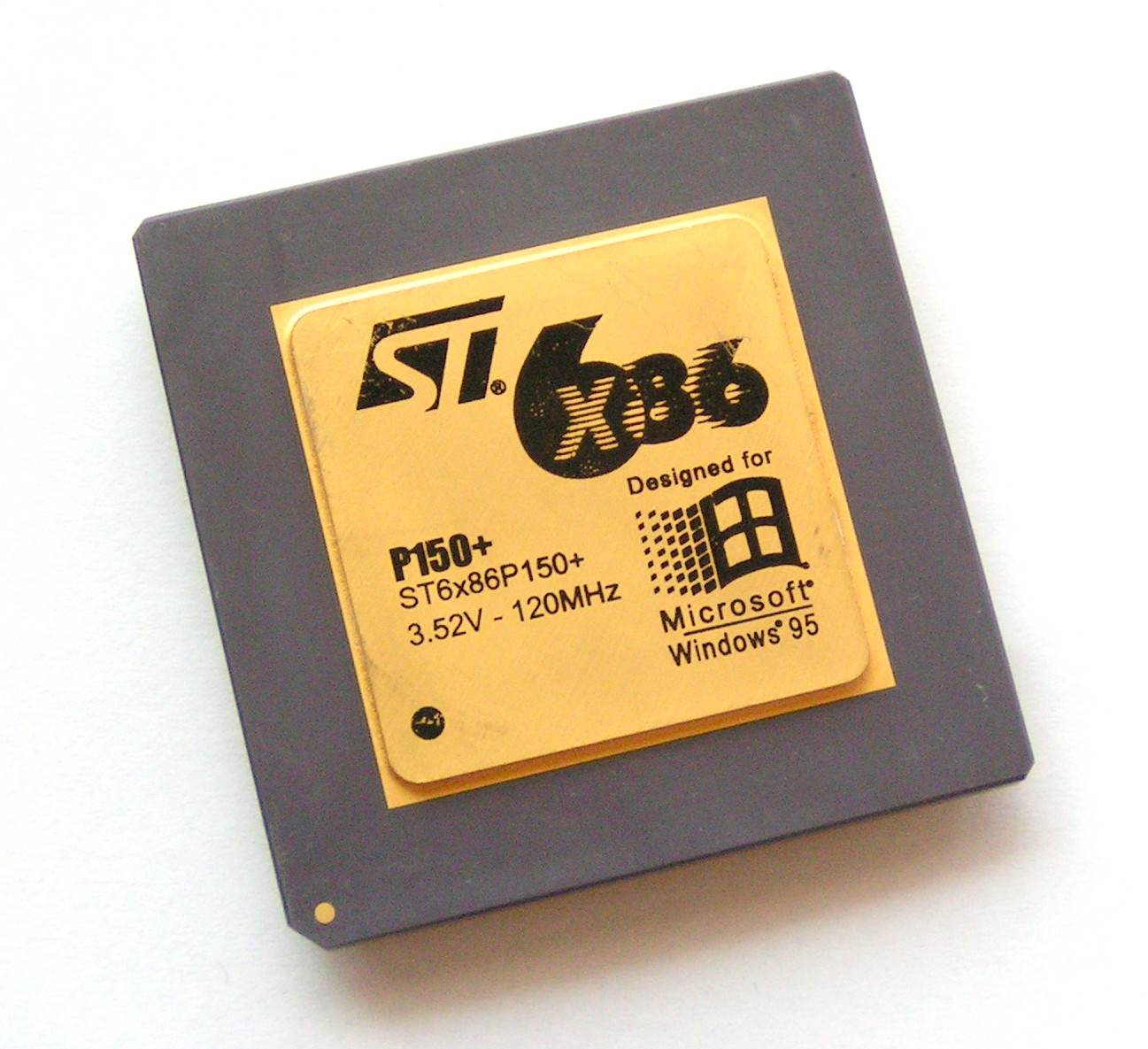
Microprocessore ST686 P150+
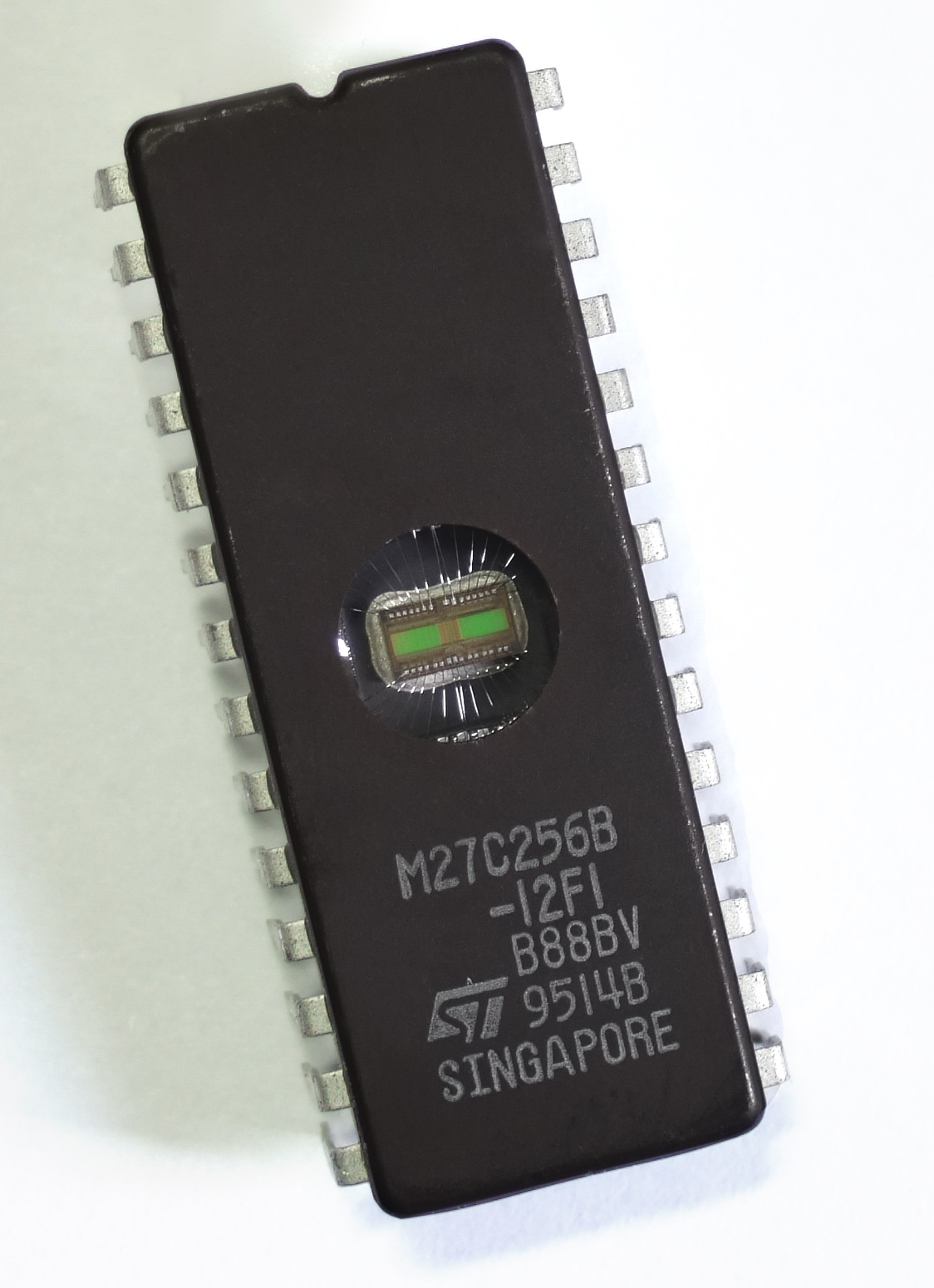
EPROM ST M27C256B

## Organizzazione

### Governance
STMicroelectronics NV è stata guidata dal 18 marzo 2005 sino al 31 maggio 2018 da Carlo Bozotti, il francese Jean-Marc Chery, in azienda dal 1985, già Chief Operating Officer e Direttore generale aggiunto, dal 1º giugno 2018 ne ha raccolto il testimone ed ha assunto la carica di Presidente e A.D..

### Azionariato
██ MEF (13,75%)
██ FT1CI (13,75%)
██ Treasury stock (3,1%)
██ Altri (69,4%)
STMicroelectronics è quotata alle borse di Parigi, New York e Milano.
Gli azionisti significativi al 2017 sono:
- STMicroelectronics Holding NV (27,50%)
  - MEF (50%) Azionista italiano
  - FT1CI (50%) Azionista francese
    - Bpifrance Participations (95,1%)
    - CEA (4,9%)
- Treasury stock (3,1%)
- Public (69,4%)
  - BlackRock (4,60%)
  - DNCA Investments (3,04%)
  - altri (61,76%).

### Sussidiarie
Al 31 dicembre 2016, STMicroelectronics NV comprende 64 sussidiarie consolidate e 2 collegate equity method in 29 paesi diversi:
- 3 sussidiarie sono detenute rispettivamente al 60% (Shenzhen STS Microelectronics Co), 75% (ST-POLITO Scarl) e 40% (Mountain Drive Property), tutte le altre 61 sono detenute al 100%;
- le 2 collegate sono detenute al 50%: Incard do Brazil Ltda e ST-Ericsson SA (in liquidazione);
- 46 sussidiarie sono chiamate STMicroelectronics con qualche variazione, soprattutto nella ragione sociale (NV, SA, SAS, Srl, GmbH, Ldt, Limited, ect.)
- 18 sussidiare portano altri nomi: il nome dell'azienda originale che era stata rilevata a suo tempo da ST (PWI, Inmos, Synad, Genesis Microchip, Sage, Faroudja) o nomi risultato di JV (Shenzhen STS Microelectronics Co, ST-POLITO).

### Filiali
La multinazionale conta 11 siti di produzione: 6 di Front-end (Agrate Brianza, Catania, Crolles, Singapore, Rousset e Tours) e 5 di Back-end (Cina, Filippine, Malaysia, Malta, e Marocco) e diversi centri di ricerca avanzata, tra cui è noto il sito di Castelletto a Cornaredo.